# Firewall
Firewall är en amerikansk actionthriller från 2006 i regi av Richard Loncraine.

## Handling
Jack Stanfield är säkerhetschef på en toppbank i Seattle. Där har han just varit med om att skapa och installera ett nytt toppmodernt säkerhetssystem för att kunna skydda bankens enorma tillgångar. En dag när han går till jobbet som vanligt har han dock ingen aning om att hans liv den dagen kommer att ta en skräckartad vändning. När han kommer hem samma kväll har ett antal brottslingar tagit hans familj som gisslan. De vill åt bankens pengar, men det nya säkerhetssystemet är för avancerat för att kunna knäcka. Därför tvingar de Jack att samarbeta och hjälpa dem att få tag i pengarna, annars dödar de hans familj. Men Jack har inga planer på att låta sig styras så lätt. Det blir inledningen på ett dödligt spel mellan Jack och kidnapparna och när som helst kan Jack förlora allt.

## Rollista
- Harrison Ford - Jack Stanfield
- Paul Bettany - Bill Cox
- Virginia Madsen - Beth Stanfield
- Mary Lynn Rajskub - Janet Stone
- Robert Patrick - Gary Mitchell
- Carly Schroeder - Sarah Stanfield
- Jimmy Bennett - Andy Stanfield
- Robert Forster - Harry Romano
- Alan Arkin - Arlin Forester
- Vincent Gale - Willy
- Kett Turton - Vel
- Nikolaj Coster-Waldau - Liam
- Vince Vieluf - Pim